# Procuradoria-Regional da Fazenda Nacional na 4ª. Região
Procuradoria-Regional da Fazenda Nacional na 4ª. Região (PRFN-4ªR) é a unidade descentralizada da Procuradoria-Geral da Fazenda Nacional sediada em Porto Alegre.
Realiza a representação judicial da União em matéria tributária, perante o Tribunal Regional Federal da 4.ª Região, o Tribunal Regional do Trabalho da 4.ª Região, o Tribunal de Justiça do Estado do Rio Grande do Sul, o Tribunal Regional Eleitoral do Rio Grande do Sul, na Justiça Federal da subseção judiciária de Porto Alegre, nas varas do trabalho da região metropolitana de Porto Alegre.
Além disso, realiza a cobrança judicial (execução fiscal) da Dívida Ativa da União na sua área de atribuição, analisa e concede parcelamentos de débitos tributários federais inscritos em Dívida Ativa, bem como representa a União perante os juízos falimentares de Porto Alegre.
No âmbito administrativo, presta consultoria aos órgãos do Ministério da Fazenda sediados em Porto Alegre.